# Düssen (Briefadelsgeschlecht)

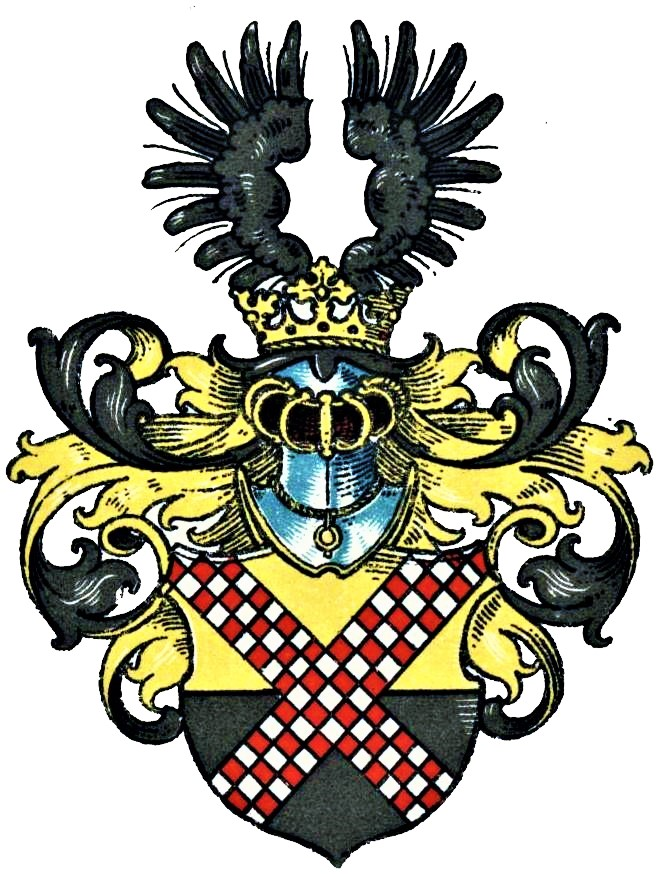
Wappen derer von der Düssen im Wappenbuch des Westfälischen Adels

Von der Düssen (auch: Dussen) ist der Name eines niederländischen Briefadelsgeschlechts, das in einer Linie auch in Westfalen ansässig war.
Die hier behandelte Familie ist von dem namens- und wappengleichen niederländischen Uradelsgeschlecht Van der Düssen zu unterscheiden.

## Geschichte
Die Stammreihe des Geschlechts beginnt mit Jan Jacob Bruinsz († 1494), Rat der niederländischen Stadt Delft im Jahr 1478. Die folgenden Generationen der Familie waren vielfach in der Verwaltung von Delft, später auch von Gouda tätig.
Per Beschluss Kaiser Napoleons vom 27. Januar 1813 wurde Jacob van der Dussen (1763–1820) baron de l'Empire. Durch Erlass vom 28. August 1814 wurde ein weiteres Familienmitglied in die Ritterschaft von Brabant aufgenommen. 1815 wurde ein weiterer Nachkomme in den niederländischen Adel aufgenommen. 1824 wurde dieser Vorgang in eine Erhebung mit Anerkennungsklausel umgewandelt. Hintergrund war, dass Familienmitglieder lange Zeit behaupteten, dass die Familie von den uradeligen Herren von der Düssen abstammt. Daher wurde die Adelserhebung in eine Anerkennung, vorbehaltlich entsprechender Nachweise, umgewandelt. Die behauptete Abstammung konnte jedoch nie nachgewiesen werden, so dass es bei der Ernennung zum Ritter und der Erhebung in den Adelsstand blieb. In den Niederlanden starb das Geschlecht 1909 aus.
Mit Adrian van der Düssen († 1653) war ein Familienmitglied 1623 an einem Mordkomplott gegen Prinz Moritz von Oranien beteiligt. Die Verschwörung wurde aufgedeckt und Van der Düssen floh über Brüssel nach Deutschland. Im Dreißigjährigen Krieg war er Oberst und Generalkriegskommissar im Heer von Tilly. Später ließ er sich in Ostinghausen bei Bad Sassendorf nieder. Dort erbaute er 1641 Haus Düsse, wo seine Nachkommen noch bis in das 18. Jahrhundert ansässig waren. Der Letzte der westfälischen Linie im Mannesstamm war Adrian van der Düssens Enkel Frans Willem van der Düssen (1679–1739).

## Persönlichkeiten
- Jacob Jan Bruinsz (1476–1544), Bürgermeister von Delft
- Ewout Jacob Bruinsz / van der Dussen († 1569), Bürgermeister von Delft
- Bruyn Jacobsz van der Dussen († 1589), Bürgermeister von Delft
- Jacob Ewouts van der Dussen (1530–1599), Bürgermeister von Delft
- Ewout van der Dussen (1574–1644), Bürgermeister von Delft
- Bruno van der Dussen (1588–1655), Bürgermeister von Schiedam
- Adrian van der Düssen († 1653), holländischer Edelmann und Beteiligter am Mordkomplott auf Prinz Moritz von Oranien
- Jacob van der Dussen (1631–1701), Bürgermeister von Gouda
- Nicolaas van der Dussen (1636–1719), Bürgermeister von Delft
- Bruno van der Dussen (1660–1741), Bürgermeister von Gouda
- Ewout van der Dussen (1669–1729), Bürgermeister von Delft
- Jan Lucas van der Dussen (1724–1773), Meesterknaap der Forstwirtschaft Gooiland
- Jacob van der Dussen (1763–1820), Provinzvorstand Noord-Brabant, Mitglied der Eerste Kammer (Senat)
- Carel Jacob Hendrik van der Dussen (1852–1909), Bürgermeister in Wadenoijen

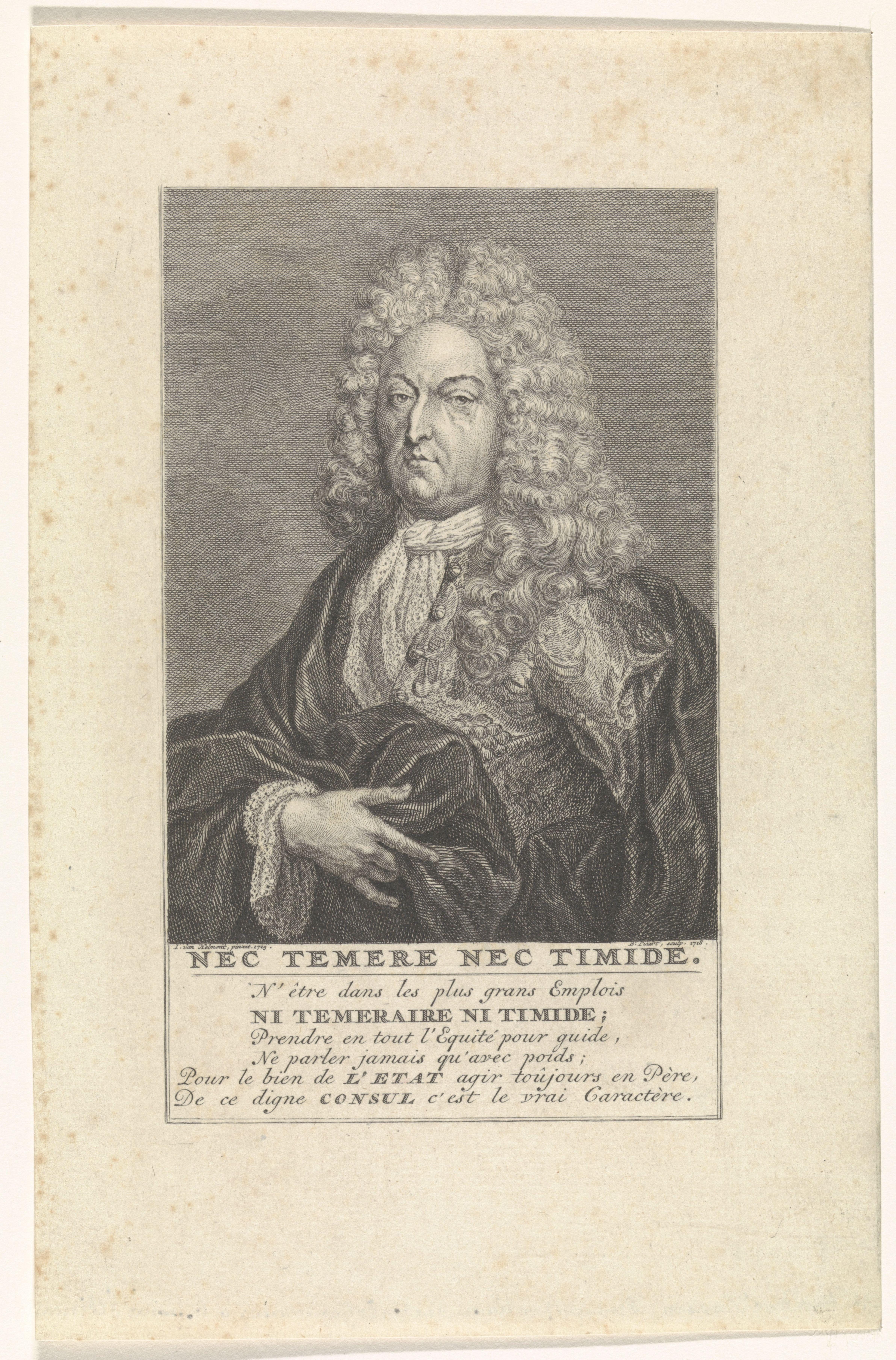
Bruno van der Dussen (1660–1741), Bürgermeister von Gouda
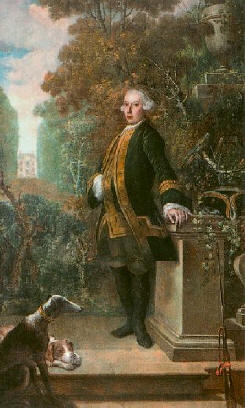
Jan Lucas van der Dussen (1724–1773)
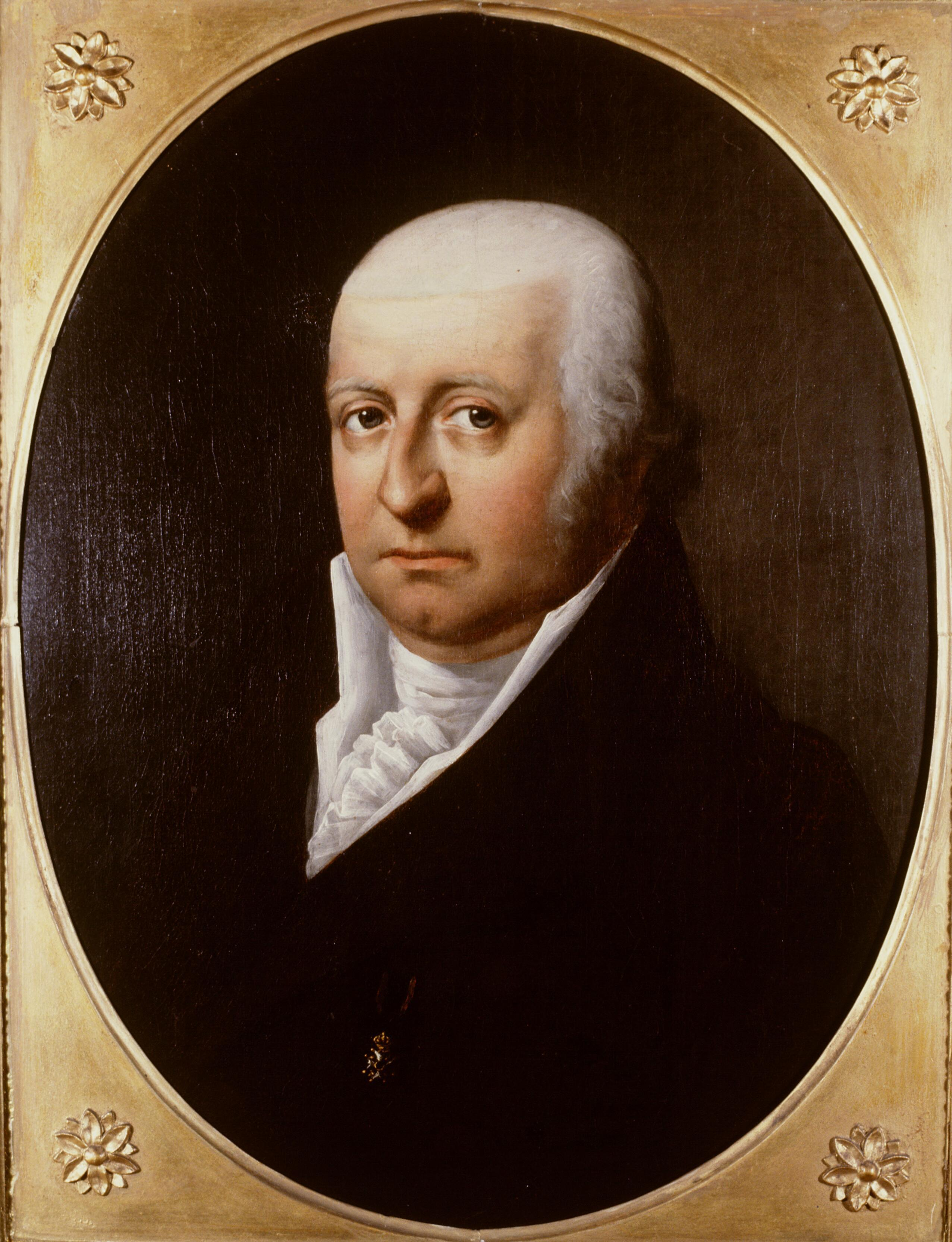
Jacob van der Dussen (1763–1820)

## Wappen
Blasonierung des Wappens im Wappenbuch des Westfälischen Adels: Der Schild Gold über Schwarz geteilt, darüber ein rot-silbern geschachtes Andreaskreuz. Auf dem gekrönten Helm ein offener schwarzer Flug. Die Helmdecken sind schwarz-golden.
Das Wappen der niederländischen Familie stellt sich in der Helmzier mit einem schwarzen und einem goldenen Flügel, dazwischen das Andreaskreuz, leicht anders dar:

Wappen derer van der Dussen von 1823 in den Niederlanden